# Kangnyŏng-gun
Kangnyŏng-gun (koreanska: 강령군) är en kommun i Nordkorea.   Den ligger i provinsen Södra Hwanghae, i den sydvästra delen av landet, 130 km söder om huvudstaden Pyongyang.